# Мавзолей Пахлаван-Махмуда
Мавзолей Пахлаван Махмуда — архитектурный комплекс в Хиве (Узбекистан), одно из лучших произведений хивинской архитектуры середины XIX века, выполненное в традициях хорезмского зодчества до тимуровского времени.
Мавзолей Пахлавана Махмуда (1247—1326) издавна считается священным местом, куда совершали и совершают паломничество узбеки, туркмены, каракалпаки и представители других народов.
Согласно завещанию, Пахлаван Махмуд был похоронен в собственной мастерской по дублению кожи. Со временем здесь возникло почитаемое место паломничества, а позже возник комплекс, названный его именем.

## Легенда
Пахлаван Махмуд, живший в XIII веке, был местным поэтом из простых ремесленников, прославившимся также богатырской силой непобедимого борца и способностью к исцелению людей. Его могила находилась на кладбище позади Джума-мечети. Местная устная традиция содержит описание многих подробностей, связанных с жизнью и подвигами Пахлаван Махмуда. С давних времён его почитают здесь как пира, то есть святого покровителя города.

## Зодчие
Первоначально здание мавзолея было скромным, но, поскольку это место превратилось в популярное место паломничества, вскоре здесь были построены мечети и ханака, где паломники также совершали молитвы, и, кроме того, имелись жилые и другие помещения для устройства необходимых бытовых условий. Постепенно мавзолей превратился в величественное сооружение, с самым большим куполом в Хиве, покрытым голубой глазурованной плиткой со сверкающей позолоченной верхушкой. Во время правления Алла-Кули-хана здание было украшено майоликовой облицовкой.
В 1810 году строительством руководил мастер Адина Мухаммад Мурад из Хазараспа. Майоликовая облицовка датируется 1825 годом, когда Нур Мухаммадом была построена другая сторона галереи, сыном Усто Каландар Хиваки и Суфи Мухаммадом, сыном Абдал Жаббар. Автором рисунков был Абдулла Джин, мастером плиточником Абдужаббор, Надир Мухаммад сделал резную деревянную дверь в 1893—1894 гг. Строительство великолепного архитектурного комплекса была завершено сооружением айванов с резными колоннами в юго-восточной части двора.
Ранний мавзолей Пахлаван-Махмуда был перестроен в 1810 г. Мухаммад Рахим-ханом I (1806—1825). Новый мавзолей включил в себя старую усыпальницу и ханаку с высоким двойным куполом, силуэт которой стал одним из главных символов Хивы. Перед входом в мавзолей был устроен поминальный двор, и ворота старого кладбища стали входным порталом мемориала Пахлаван-Махмуда. В начале XX в. по заказу Асфандияр-хана (1910—1918) на западной стороне двора была построена двухэтажная корихона, а на восточной стороне — летняя айванная мечеть. В майоликовую облицовку мемориала включено много картушей с религиозными изречениями, стихами Пахлаван-Махмуда и именами мастеров.

## Архитектурный ансамбль

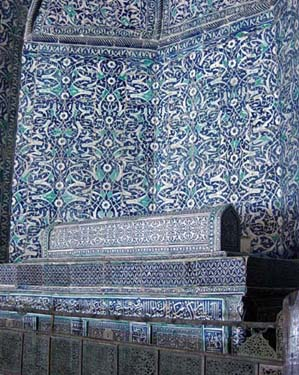
Могила Мухаммада Рахим-хана в комплексе мавзолея Пахлаван Махмуда

Вокруг могилы Пахлавана Махмуда сложился комплекс памятников, построенных в разное время (1664—1913). Общие его размеры относительно велики (50х30 метров), и первым здесь появился в 1664 году небольшой мавзолей над могилой Пахлавана Махмуда. В XVII веке, входной портал в мавзолей был построен на южной стороне.
Судя по надписям на двери, белее масштабное строительство началось в 1701 году Шахнияз-ханом (1698—1702).  В 1719 году, Шергази-хан, строя новое медресе к югу от кладбища, ориентировал его на Мавзолей Пахлаван Махмуда.
В 1810 году, после удачного похода на Кунград, Мухаммад Рахим-хан I решил радикально изменить ансамбль. Позднее сооружение протянулось на восток и частично на юг от первоначального мавзолея. В 1810—1825 годах были возведены богато украшенный мавзолей, помещение для паломников (зиарат-хана) и ханака. В пристроенном к мавзолею семейном склепе стали хоронить членов ханской семьи. Здесь были похоронены некоторые правители Хорезма: Абулгази-хан, Шахнияз-хан, Темур Гази-хан, Мухаммад Рахим-хан I.
Мраморные надгробья Абулгази-хана (1663) и Ануша-хана (1681) были перенесены в новое здание и были установлены следом за погребальной нишей Мухаммад Рахим-хана I.
В 1913 году в западной части комплекса построены два помещения для чтецов Корана (кари-хана) и напротив — терраса (айван). А также, во дворе перед мавзолеем построили двухэтажное здание. Погребальные склепы матери и сыновей Асфандияр-хана, а также и место для погребения самого Асфандияр-хана расположены в комнатах этого здания.
Согласно принятой версии, Асфандияр, умер за пределами Ичан-Кала, во дворце Нуриллабоя, и не был похоронен в приготовленном для него месте.
Его сына Темура Гази, которого отравили, тоже похоронили не здесь, а в мавзолее Саид Махирий Жахана, рядом с дедом.
В восточном углу двора архитектурного комплекса расположен четырёхколонный айван летней мечети. Её колонны и плафон богато украшены резьбой по дереву и росписями.